# رالف كوبلاند
رالف كوبلاند (بالإنجليزية: Ralph Copeland )‏ (و. 1837 – 1905 م) هو عالم فلك من المملكة المتحدة .
توفي في إدنبرة، عن عمر يناهز 68 عاماً.

## مناصب
تولى منصب Astronomer Royal for Scotland (منذ 29 يناير 1889) .

## التعليم
تعلم في جامعة غوتينغن